# Bobby Fischer against the world
Bobby Fischer Against the World är en amerikansk dokumentärfilm om den amerikanska schackspelaren Bobby Fischers liv. Filmen hade Sverigepremiär 14 oktober 2011.